# 민족의 새벽
민족의 새벽은 한국에서 제작된 이규환 감독의 1947년 영화이다. 유계선 등이 주연으로 출연하였고 이규환 등이 제작에 참여하였다.

## 출연

### 주연
- 유계선
- 김승길
- 손전
- 한은진

### 조연
- 손전

## 제작진
- 조명: 김성춘
- 녹음: 최칠복
- 미술: 강성범